# Bahnbetriebswerk Marburg

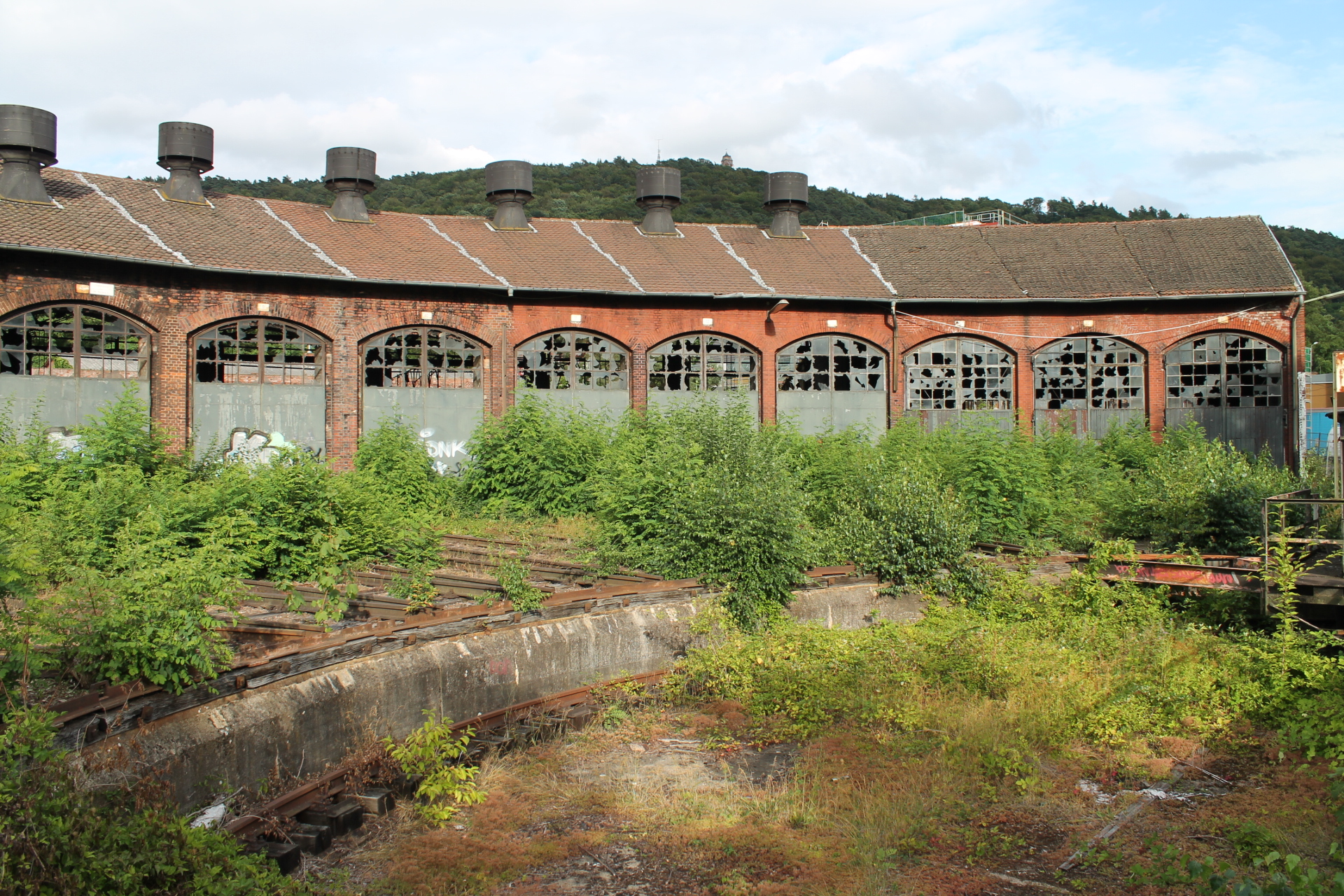
Ringlokschuppen im Bw Marburg

Das Bahnbetriebswerk Marburg befand sich im südlichen Bereich des Bahnhofs Marburg (Lahn). Es war zum Schluss eine Außenstelle des Bahnbetriebswerk Gießen und wurde 1989 stillgelegt. Hier arbeiteten mehrere hundert Mitarbeiter.
Das Bw Marburg bestand aus einem Ringlokschuppen, einer Drehscheibe, einer Wagonhalle sowie Verwaltungsgebäuden.

## Geschichte
Im Bw Marburg waren Lokomotiven für die Obere Lahntalbahn sowie der Lumdatalbahn stationiert. Auf der nahe gelegenen Scheldetalbahn sowie der Aar-Salzböde-Bahn wurden allerdings Lokomotiven des Bahnbetriebswerk Dillenburg eingesetzt. Dies lag daran, dass das Bw Marburg zunächst lange Zeit zur Bundesbahn-Direktion Kassel gehörte und erst zum Jahreswechsel 1974/1975 zur Bundesbahn-Direktion Frankfurt am Main wechselte.

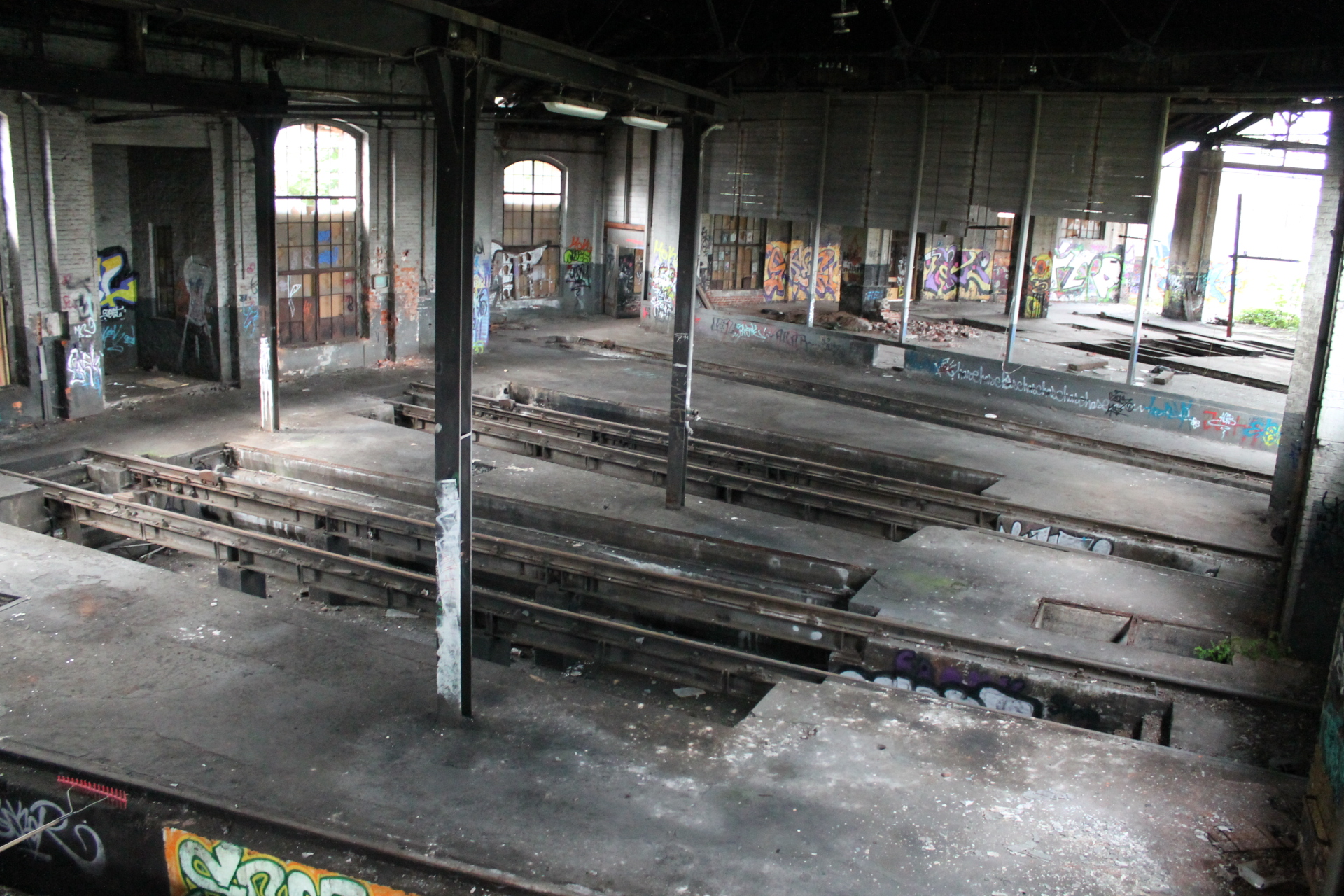
Untersuchungsgruben im Lokschuppen.

Es gab 16 Stellplätze im Lokschuppen, an denen man Lokomotiven reparieren konnte. Ebenfalls gab es zwei Stände, an denen Lokomotiven gewaschen werden konnten.
Die Anlagen, die ausschließlich für Dampflokomotiven benötigt wurden, verschwanden mit den Dampflokomotiven in den 1950er Jahren.
1952 kamen die ersten Schienenbusse nach Marburg, 1956 folgten die ersten Dieselloks vom Typ V65. 1962 wurden diese Dieselloks durch Lokomotiven des Typs V100 ersetzt; diese wurden 1968 offiziell nach Kassel umstationiert, obwohl sie noch in der Region Marburg fuhren. Damit gab das Bw Marburg zum ersten Mal einen Teil seiner Kompetenzen ab.
1983 verlor das Bw Marburg seine Eigenständigkeit und wurde eine Außenstelle des Bw Gießen und übergab alle Fahrzeuge nach Gießen. Die Außenstelle Marburg wurde 1989 aufgelöst.

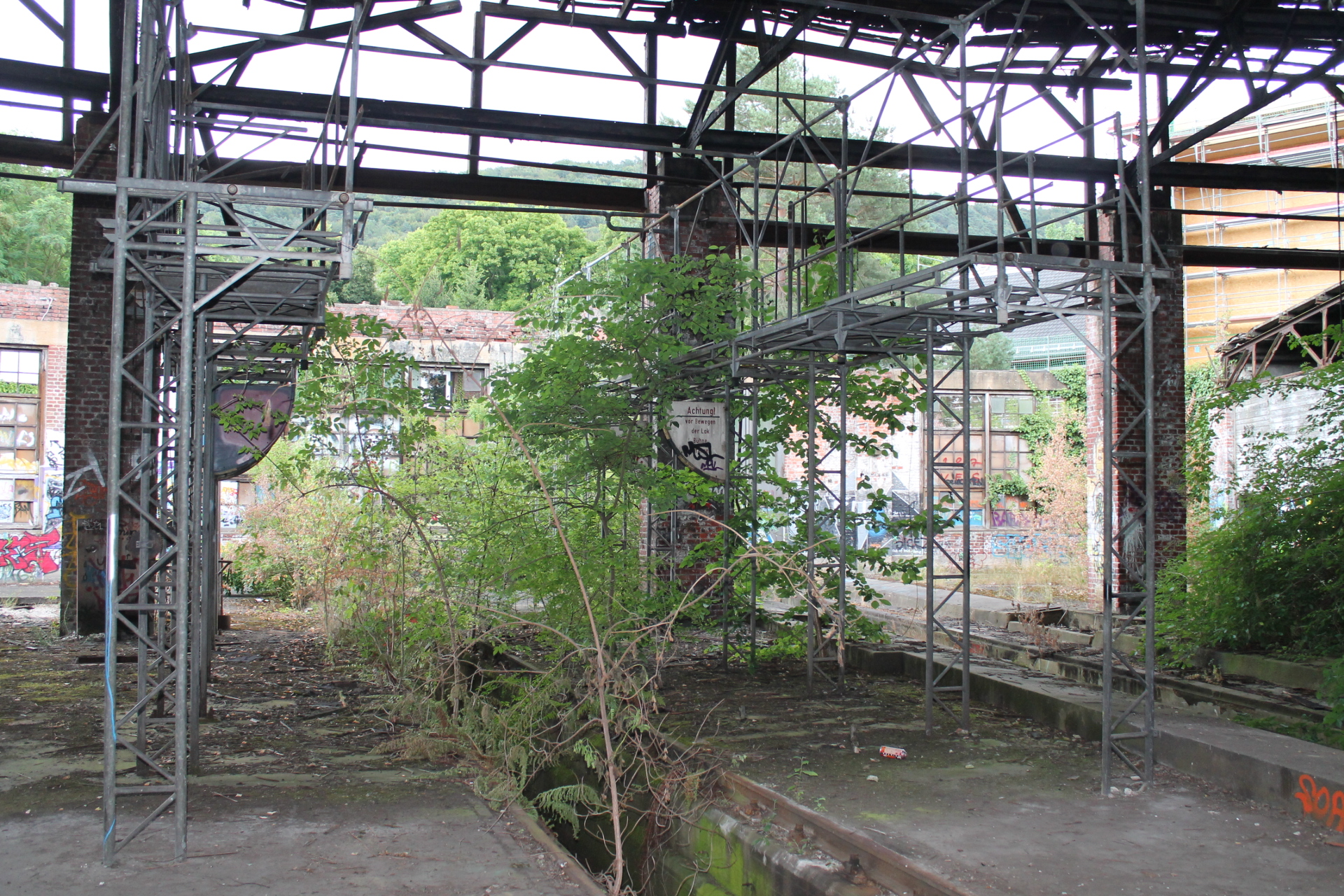
An dieser Lokbehandlungsanlage konnte an einer Lok gearbeitet werden oder sie gewaschen werden.

## Heute
In der ehemaligen Wagonhalle entstand 1996 das Kulturzentrum Waggonhalle Marburg. Das nichtkommerzielle Lokalradiosender Radio Unerhört Marburg nutzt seit 1997 das ehemalige Verwaltungsgebäude. In der letzten großen Halle auf dem Gelände ist eine Kletterhalle entstanden.
Zum 1. Januar 2012 wurde das Gelände von dem Immobilienprojektentwickler Aurelis Real Estate GmbH & Co. KG an die städtische gemeinnützige Wohnungsbaugesellschaft verkauft.

Der Ringlokschuppen verfiel zunächst, wurde dann aber von 2018 bis 2022 umfassend saniert und in ein Event- und Start-up-Areal umgewandelt. Auf den Grundmauern des Werkstattgebäudes wurde ein Hotel gebaut, welches 2024 eröffnet wurde.

Das Eingangs-Portal zur neuen Event Welt im LOKSCHUPPEN MARBURG